# Hipólito Bouchard
Hippolyte de Bouchard, conhecido como Hipólito Bouchard ou Hipólito Buchardo (Bormes-les-Mimosas, próximo de Saint-Tropez, França, 15 de janeiro de 1780 - Peru, 4 de janeiro de 1837) foi um militar e corsário francês que lutou ao serviço das Provincias Unidas del Río de la Plata e do Peru.
Bouchard foi um dos corsários que cumpriu um importante papel nas luta pela independência argentina. Entre suas ações mais relevantes se encontram os assédios às costas da California e América Central, assim como seus combates nas costas peruanas e equatorianas. Se caracterizou por um duro carácter que o levou a protagonizar vários incidentes com sua tripulação e a tomar ferozes represálias contra quem o insubordinava.